# Petrilaca de Mureș, Mureș
Petrilaca de Mureș este un sat în comuna Gornești din județul Mureș, Transilvania, România.

## Vechea mănăstire
În anul 1774 mai avea un singur călugăr.

## Imagini

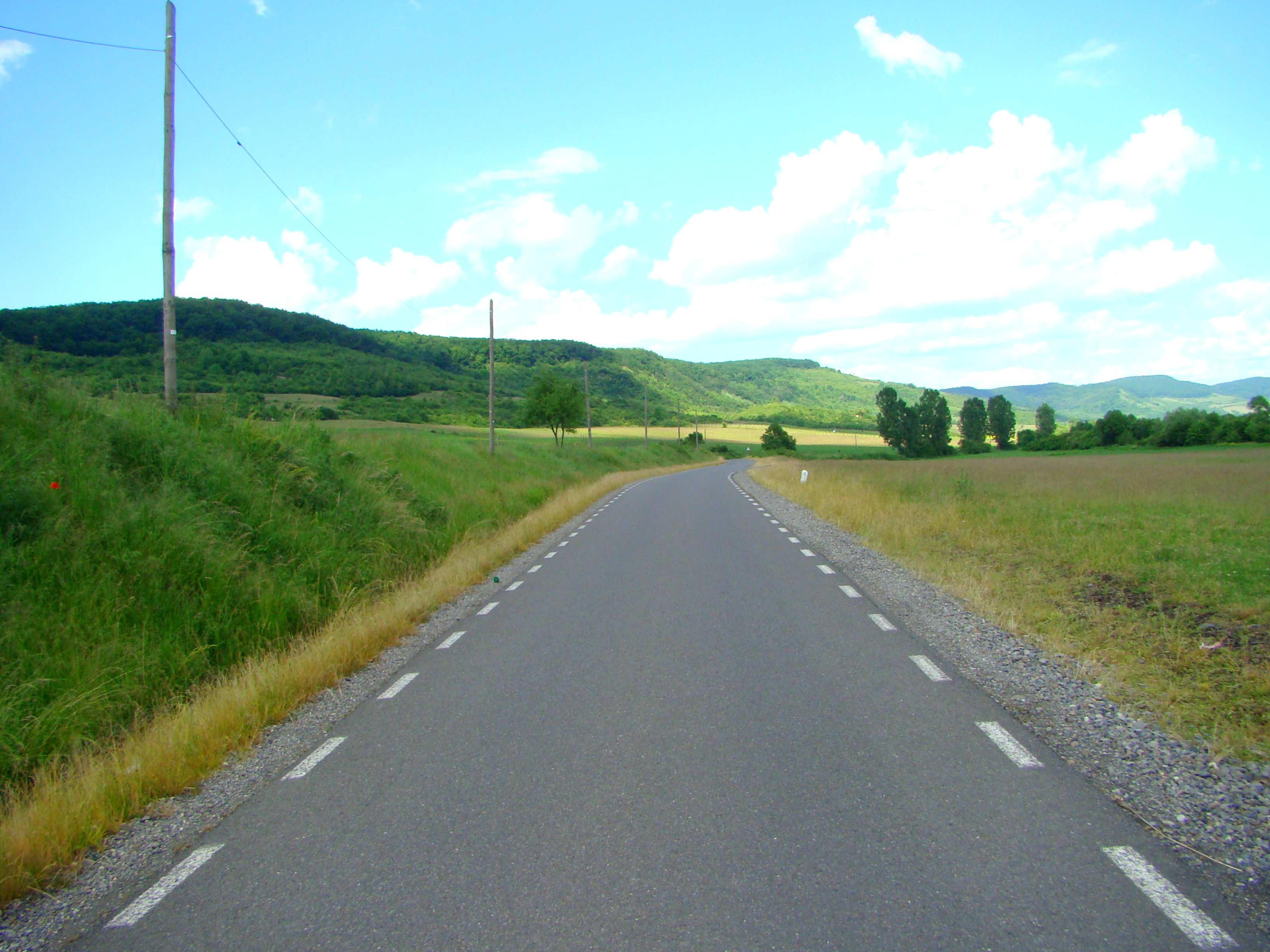
Drumul Periș-Petrilaca de Mureș
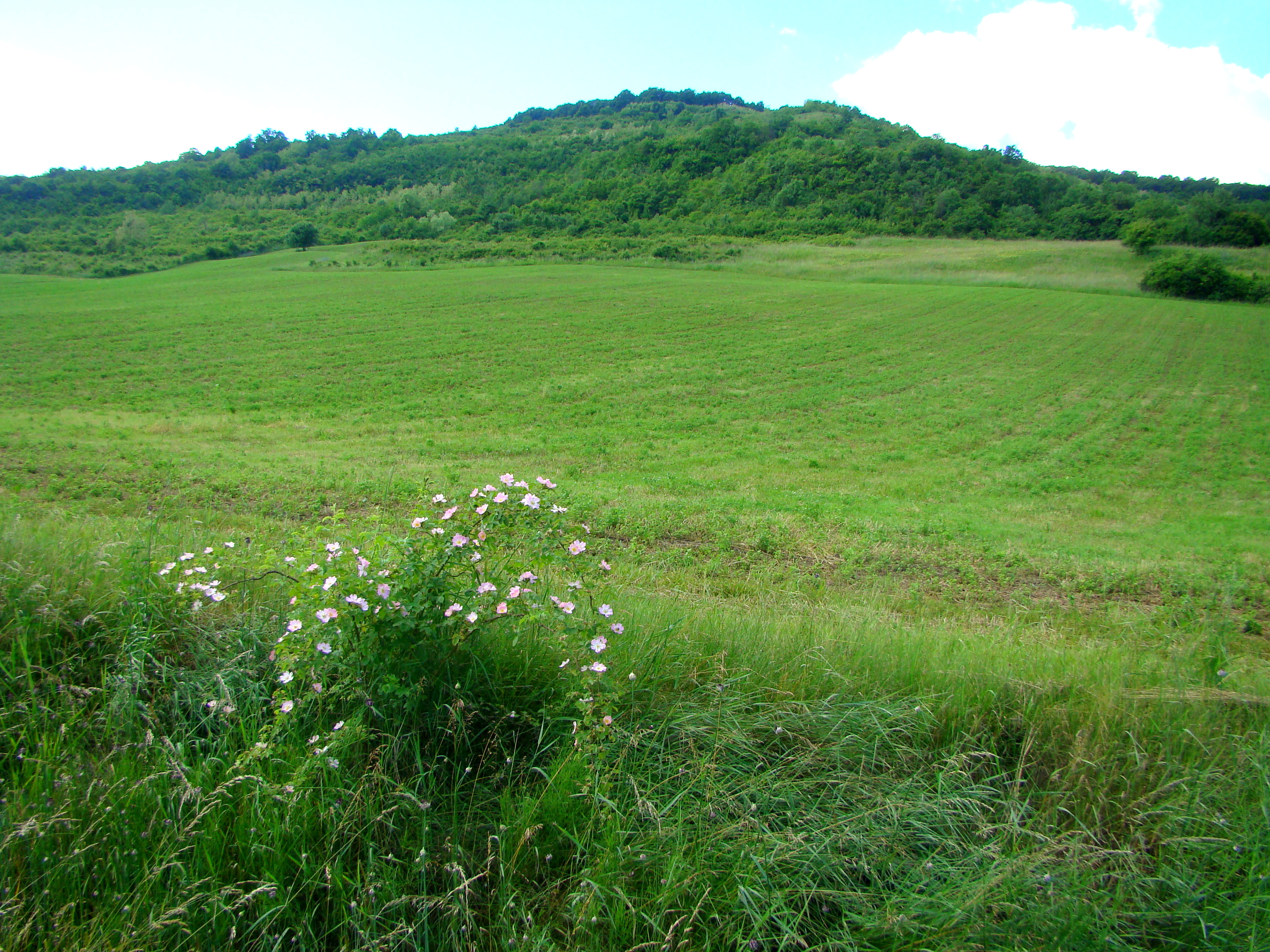
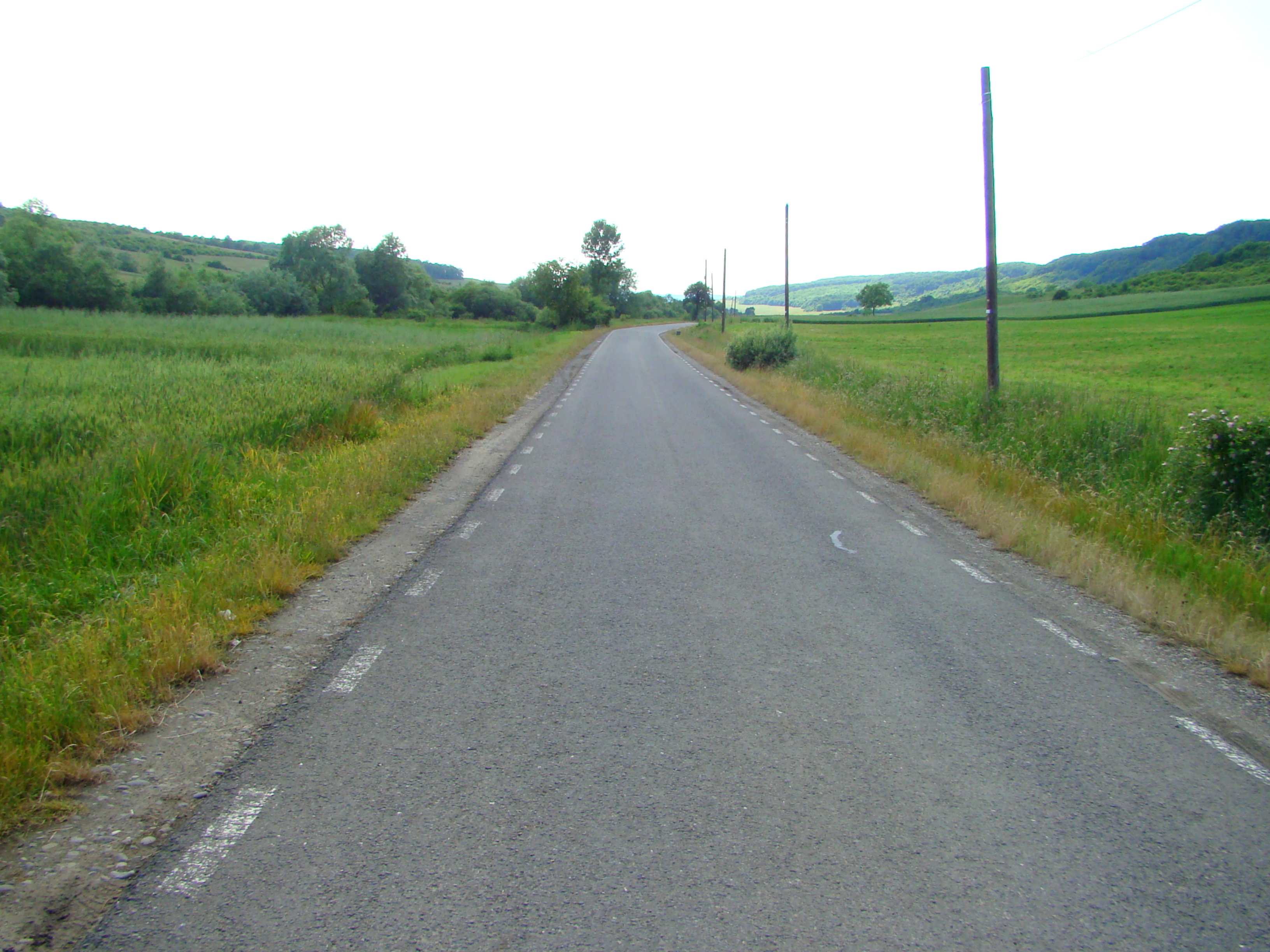
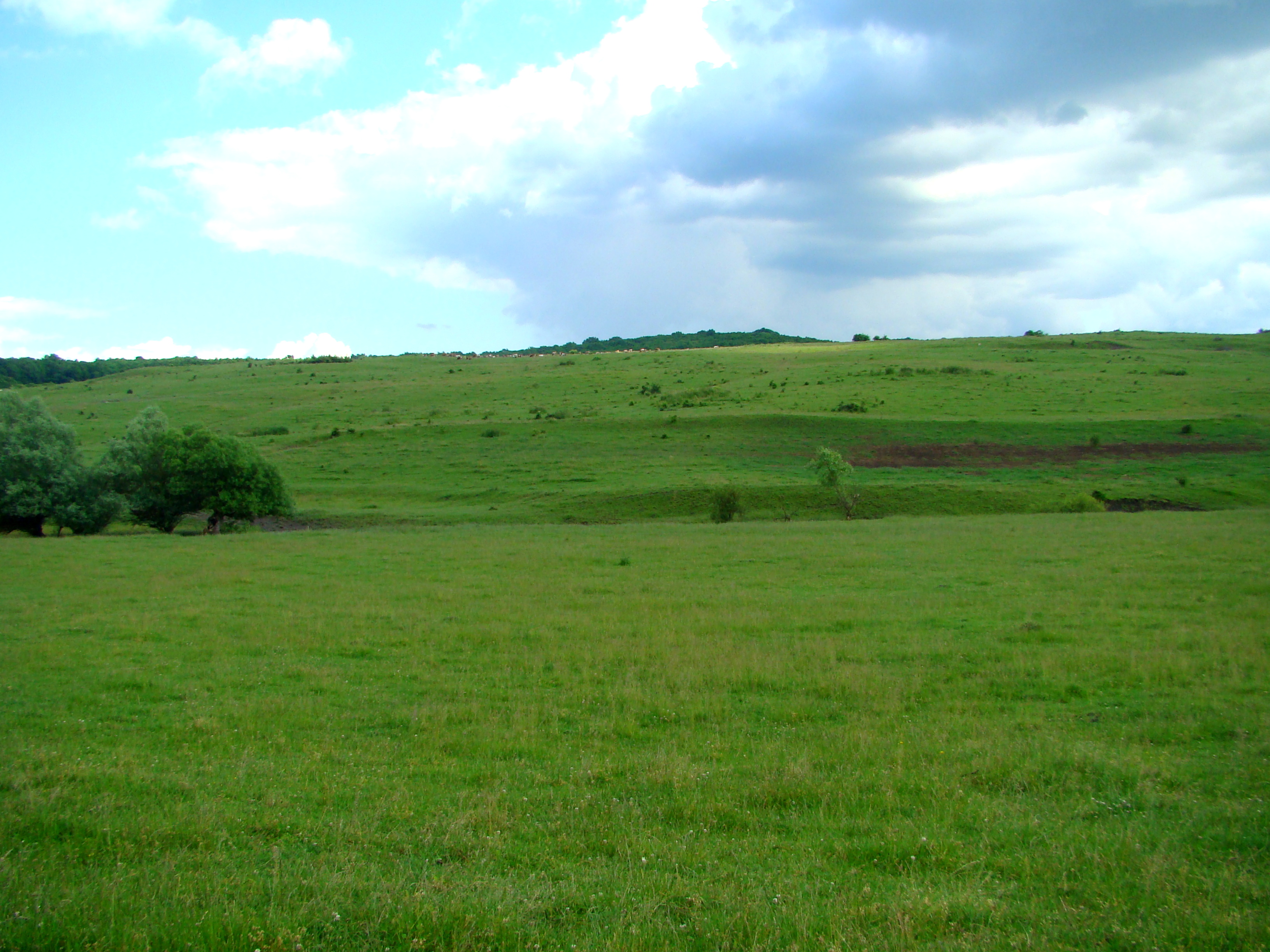
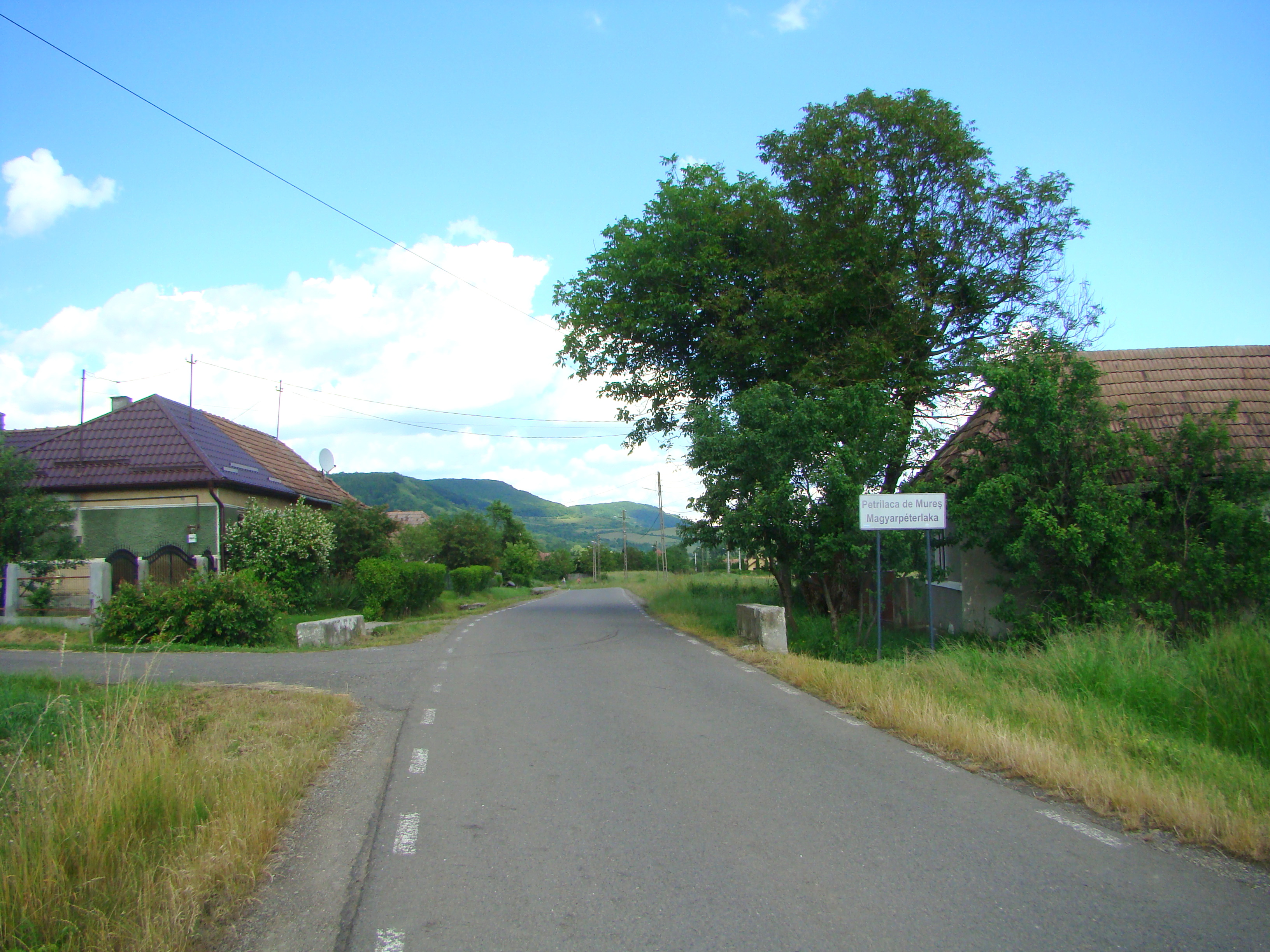
Intrarea în localitate
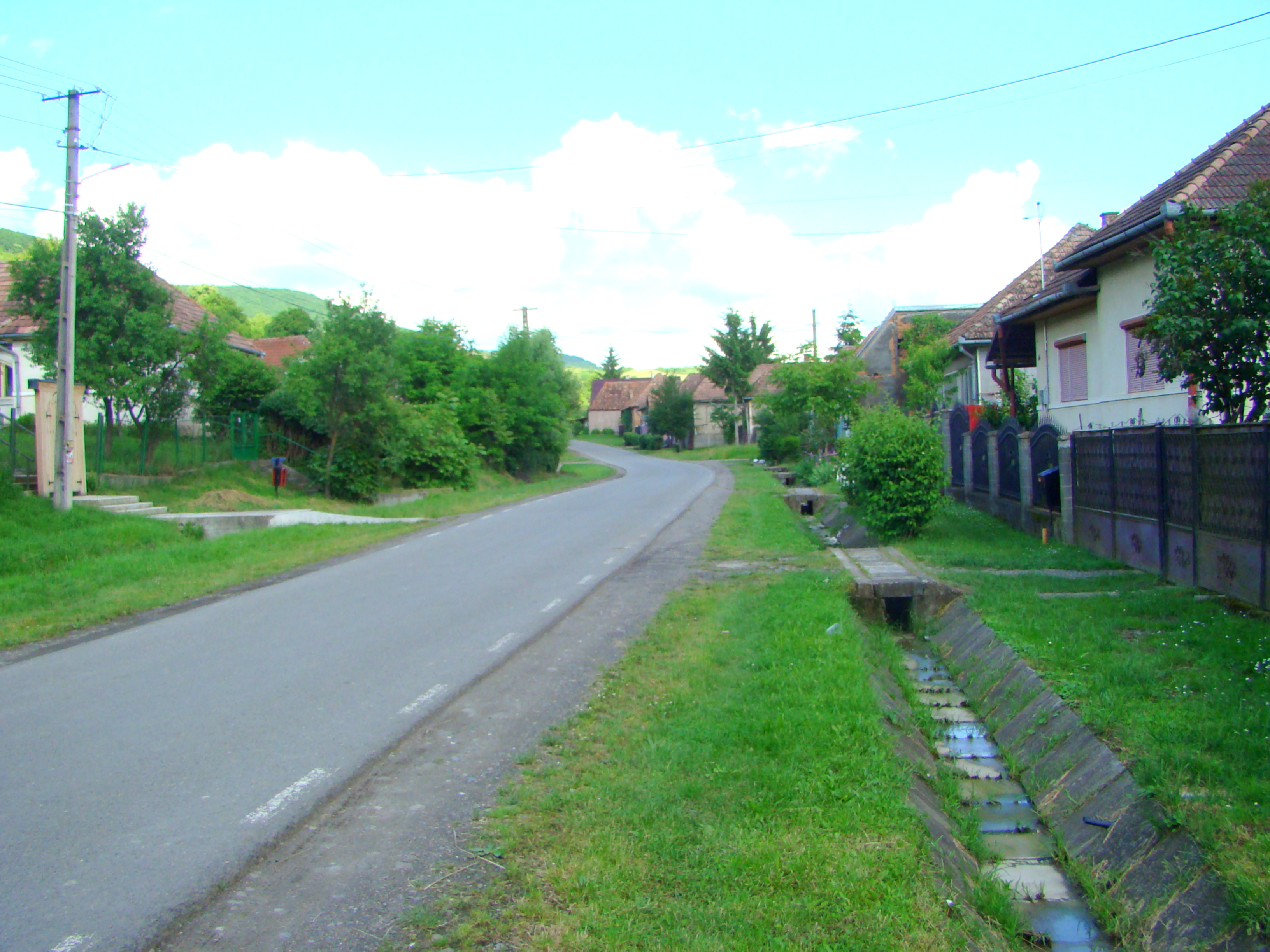
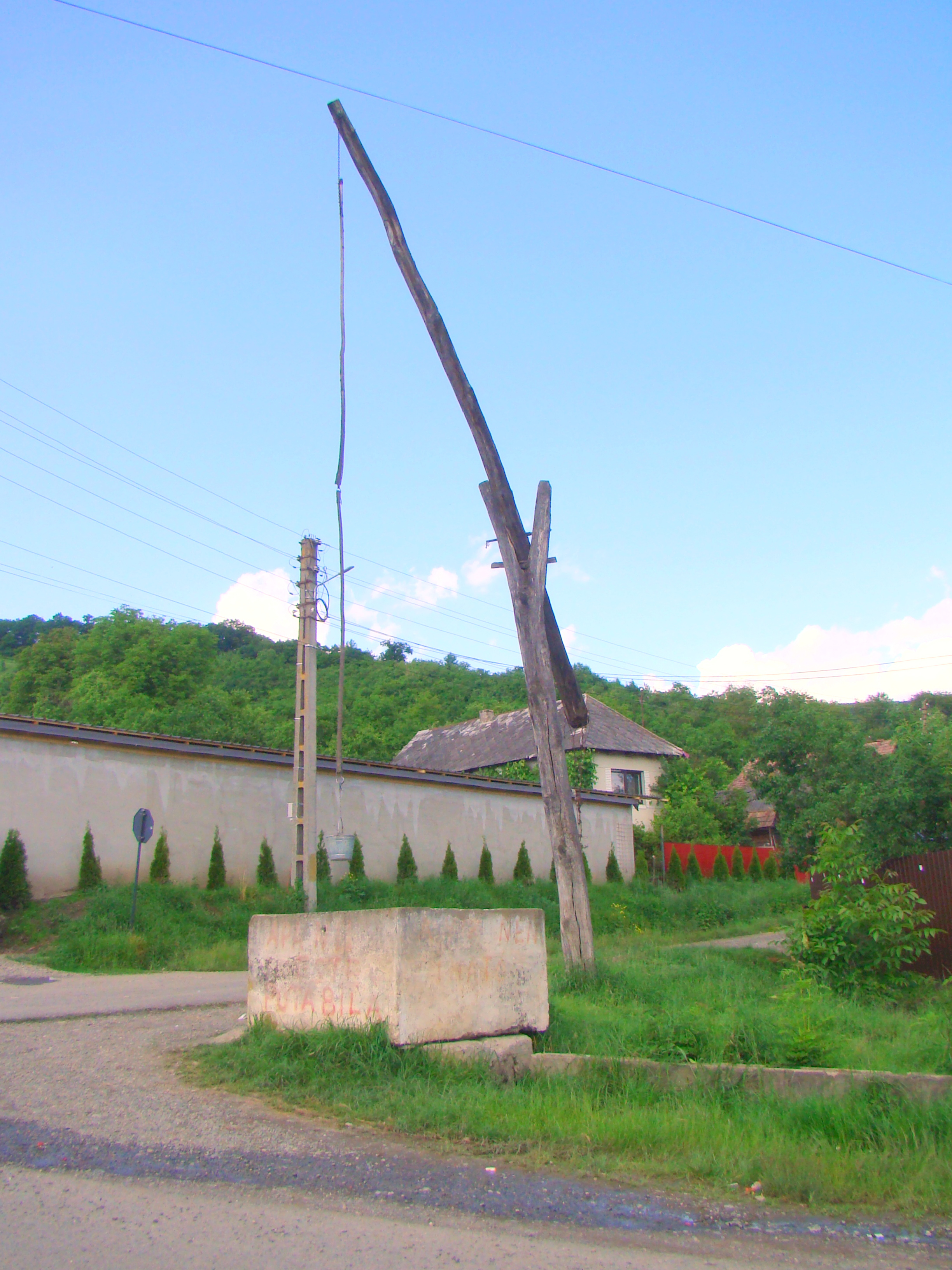
Fântână cu cumpănă
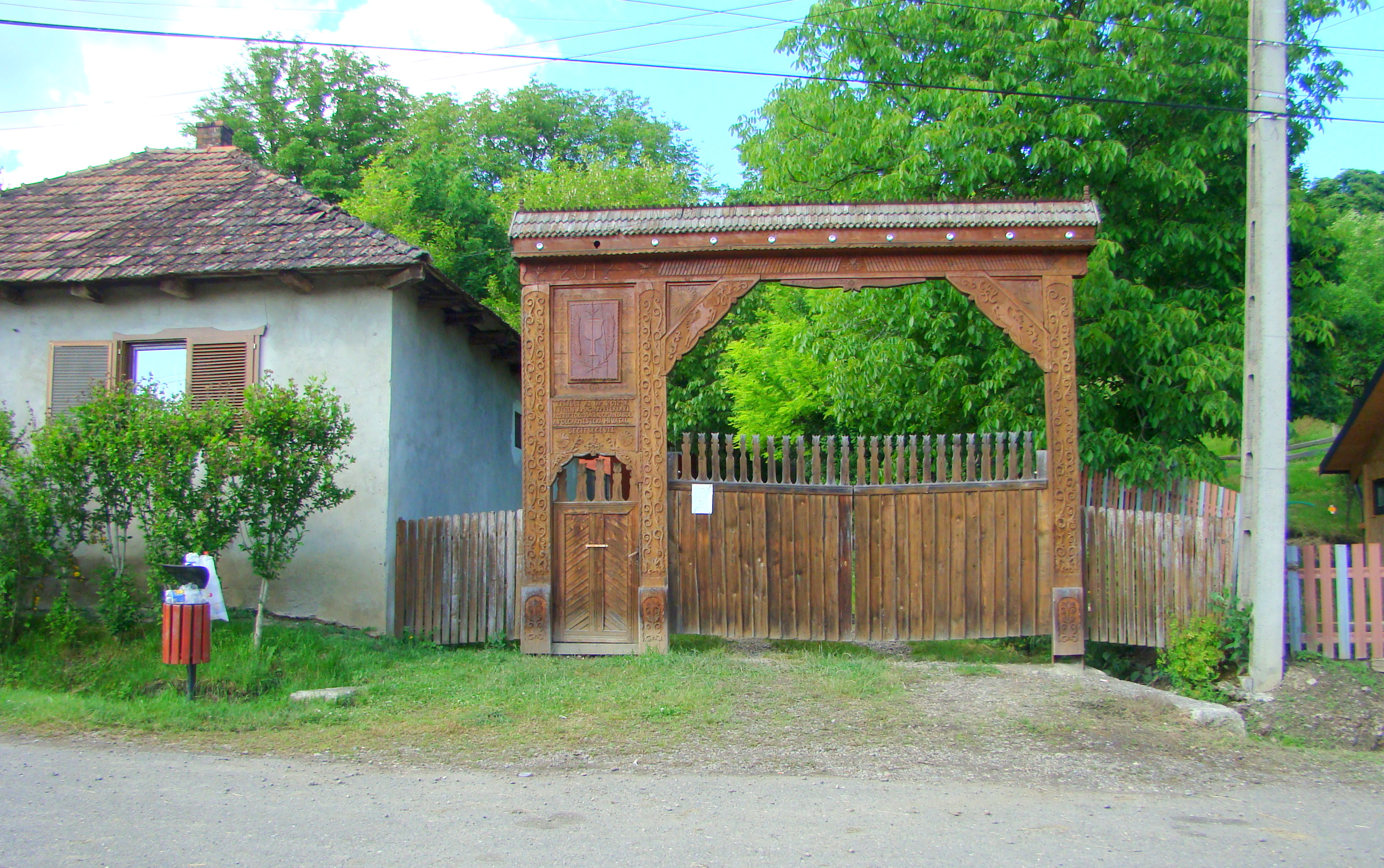
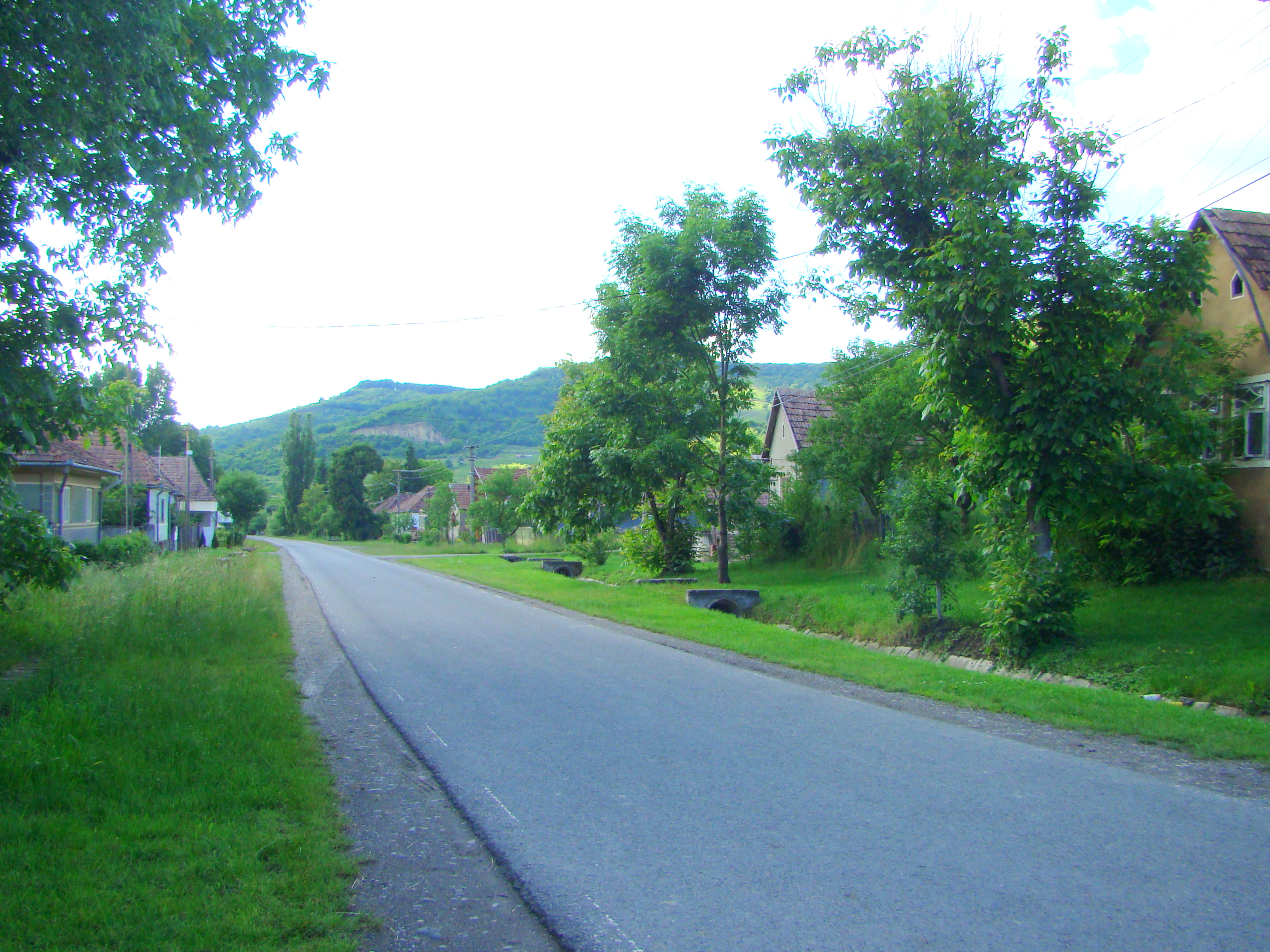
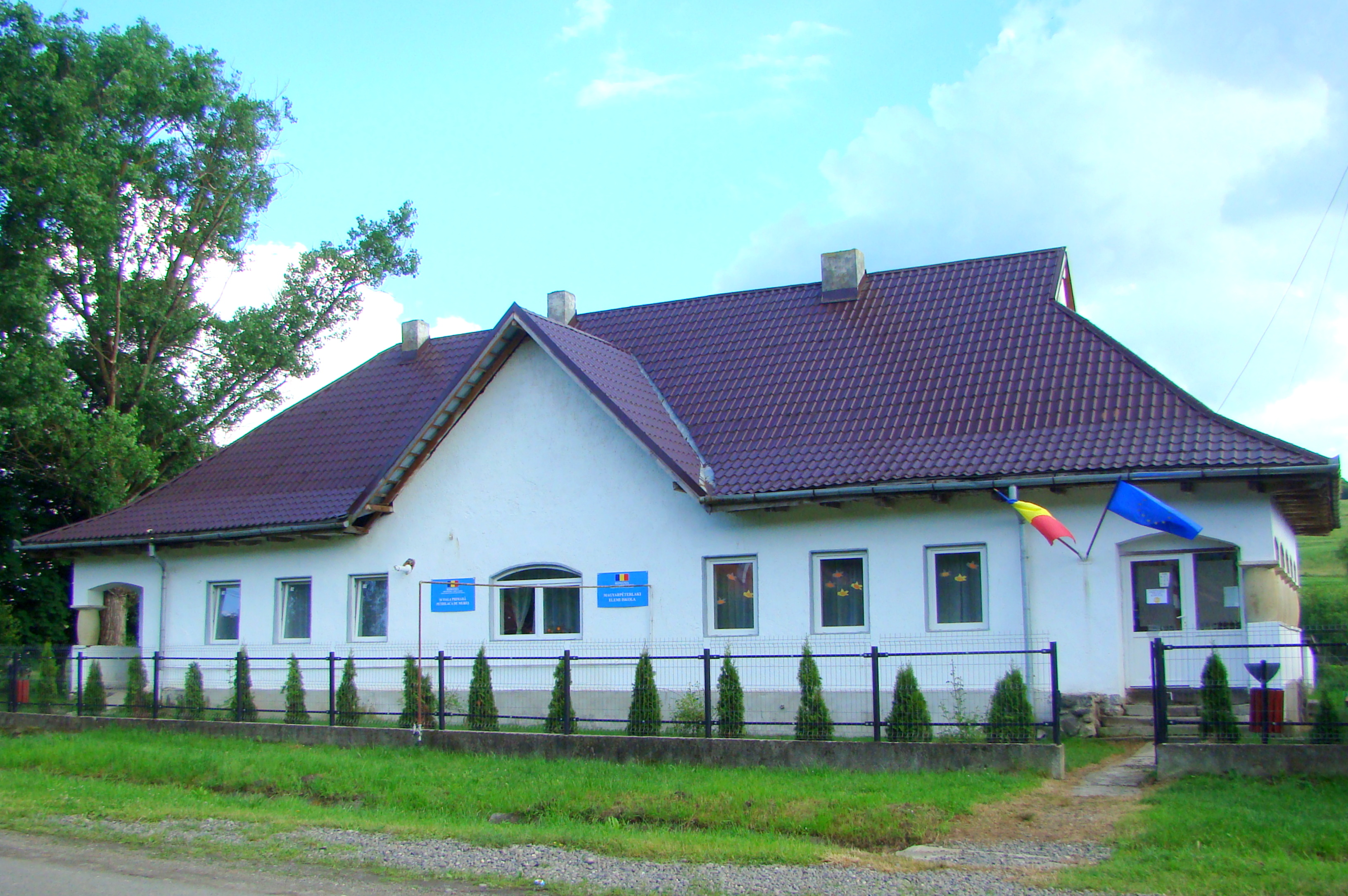
Școala
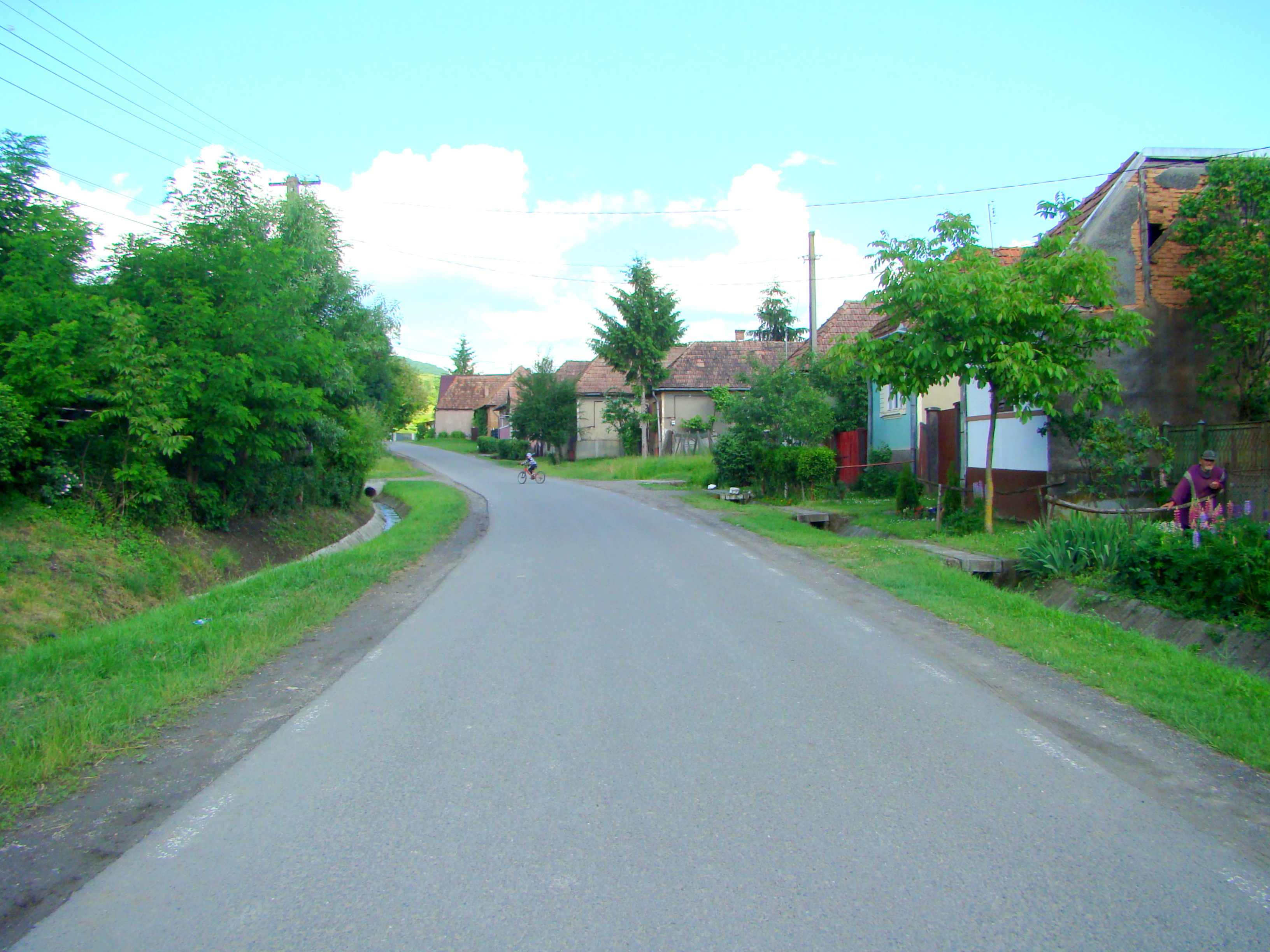
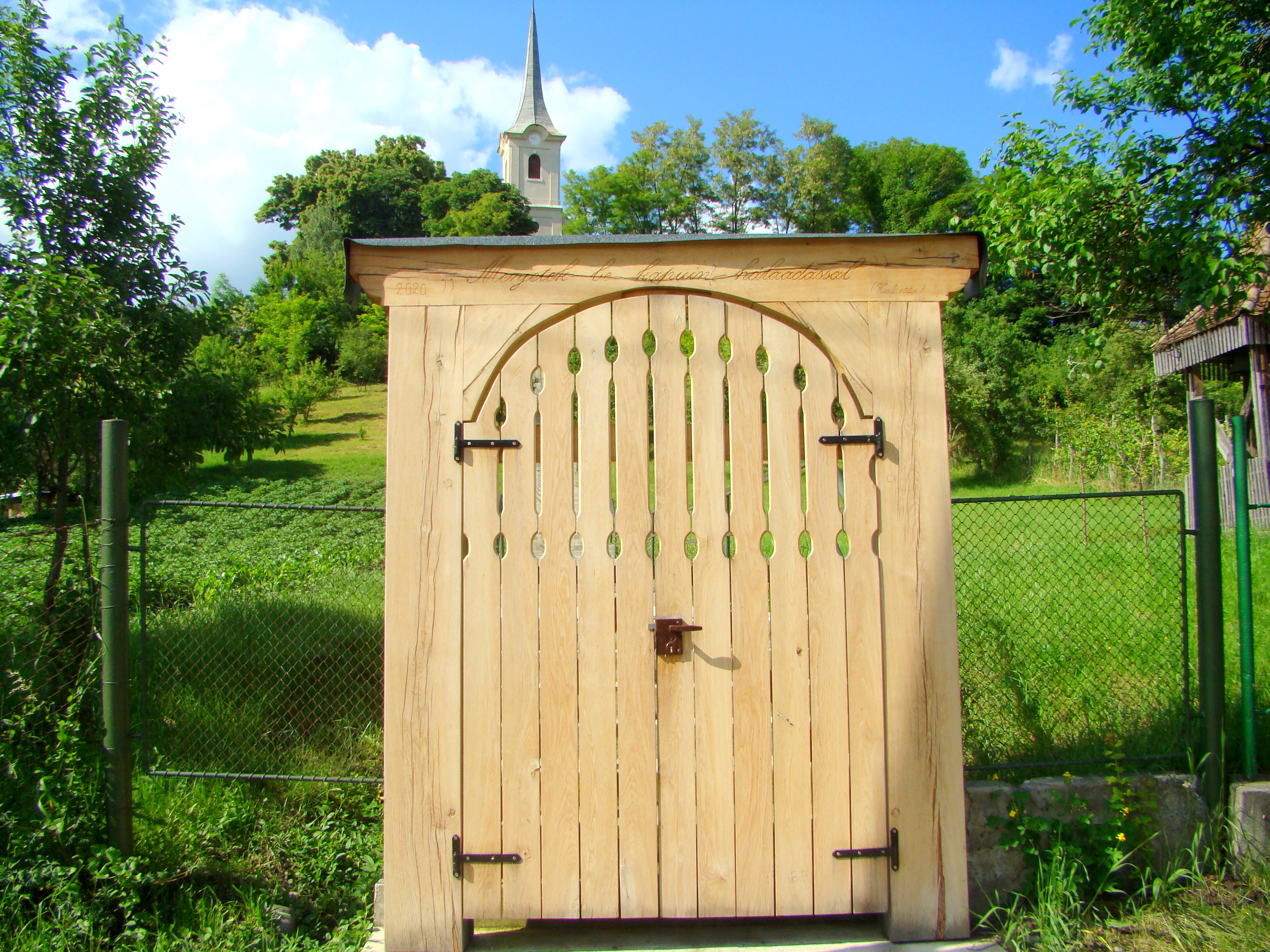
Poarta de lemn a bisericii
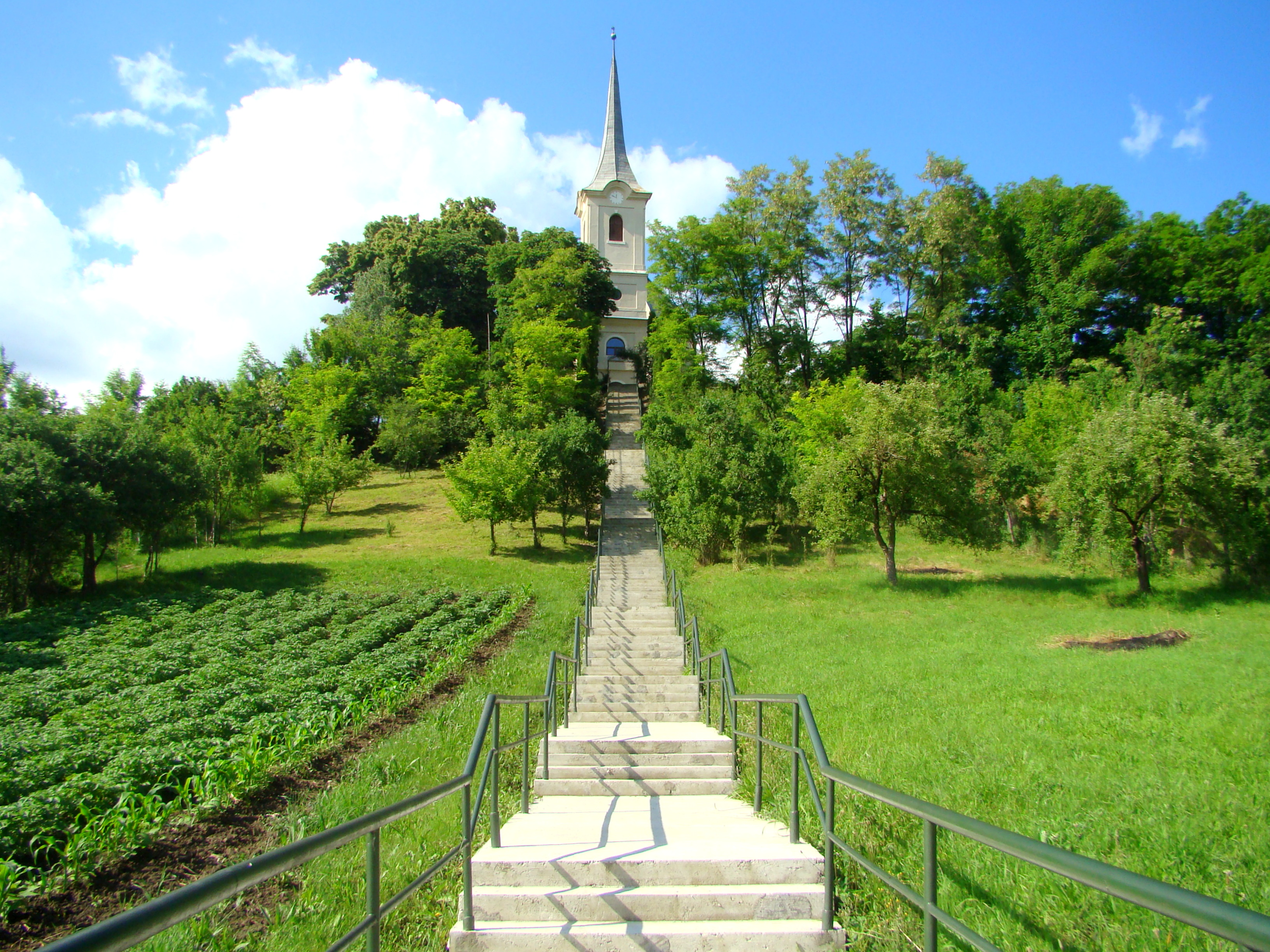
Biserica reformată (monument istoric)
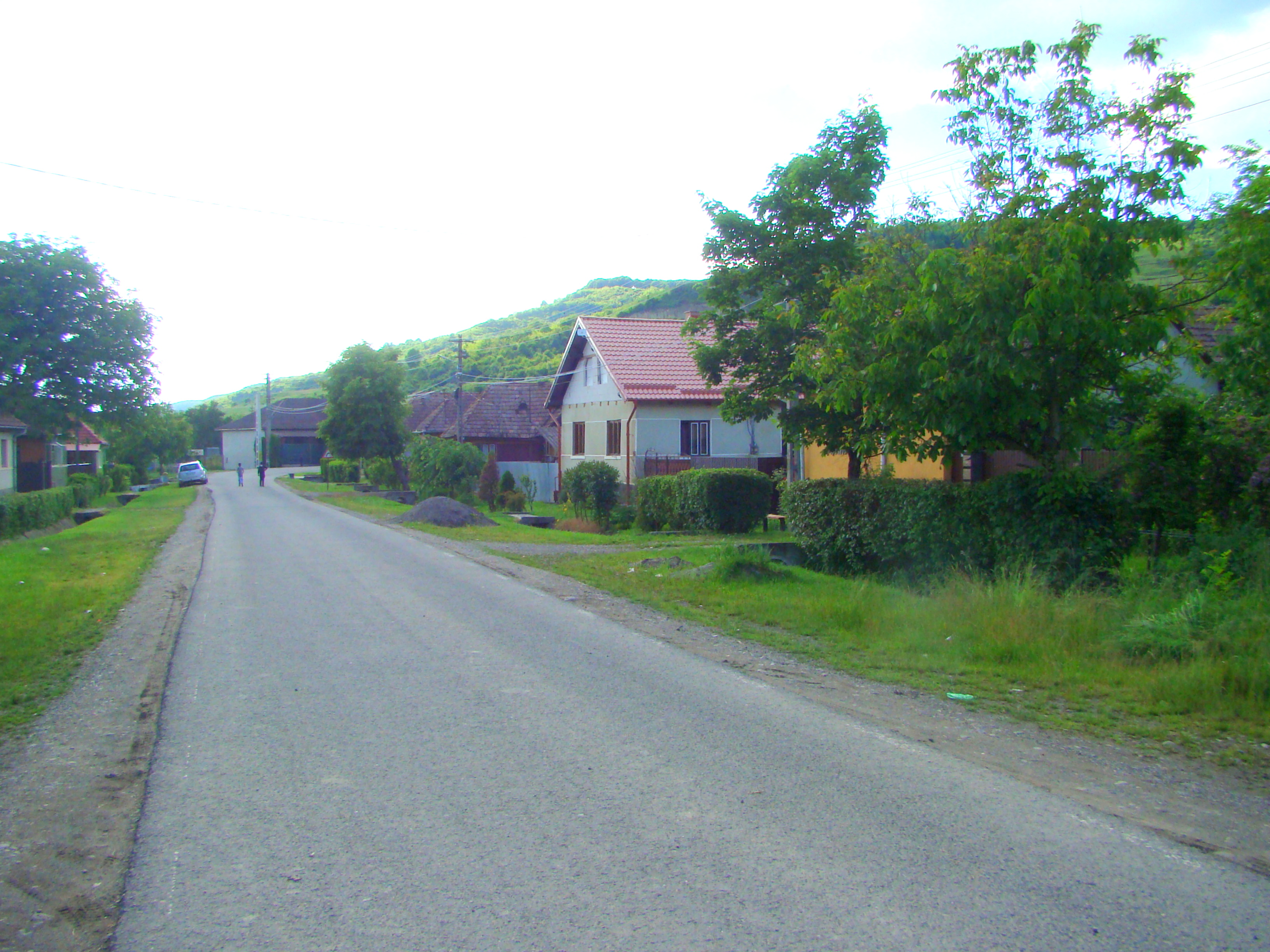